# Lycaeides inyoensis
Lycaeides inyoensis är en fjärilsart som beskrevs av Gunder 1927. Lycaeides inyoensis ingår i släktet Lycaeides och familjen juvelvingar. Inga underarter finns listade i Catalogue of Life.